# Spy vs. Spy (jeu vidéo, 1984)
Pour les articles homonymes, voir Spy vs. Spy (homonymie).
Spy vs. Spy est un jeu vidéo édité en 1984 par First Star Software. Pour deux joueurs en écran partagé, le jeu reprend les espions de la bande dessinée Spy vs. Spy du magazine Mad. D'abord sorti sur Atari 8-bit, Commodore 64 et Apple II, il est ensuite porté sur Acorn Electron, Amiga, Amstrad CPC, Atari ST, BBC Micro, Commodore 16, Game Boy, Game Boy Color, MSX, NES, Master System, Sharp X1 et ZX Spectrum.

## Système de jeu
Spy vs. Spy propose une bataille indirecte entre deux espions rivaux qui se déplacent dans une même suite de salles. Le but est de collecter des objets secrets dans une mallette puis de quitter l'immeuble avant l'autre joueur ou la fin du compte à rebours. Chaque espion peut poser des pièges à l'autre pour le tuer, lui faire perdre ses objets et enlever trente secondes de son temps. Le joueur peut utiliser un seau d'eau coincé au-dessus d'une porte, un pistolet attaché à un meuble, une bombe artisanale ou encore un ressort géant. La quantité de chaque arme par espion est limitée et le jeu propose une parade pour chacun de ces pièges.

## Adaptations
Le jeu connaît deux suites avec Spy vs. Spy II: The Island Caper sorti en 1985 et Spy vs Spy III: Arctic Antics sorti en 1986.